# Nuevo Ideal
Nuevo Ideal är en ort i Mexiko.   Den ligger i kommunen Nuevo Ideal och delstaten Durango, i den centrala delen av landet, 900 km nordväst om huvudstaden Mexico City. Nuevo Ideal ligger 1 995 meter över havet och antalet invånare är 8 623.
Terrängen runt Nuevo Ideal är platt åt nordost, men åt sydväst är den kuperad. Runt Nuevo Ideal är det glesbefolkat, med 9 invånare per kvadratkilometer. Nuevo Ideal är det största samhället i trakten. Trakten runt Nuevo Ideal består till största delen av jordbruksmark.